# Municipio de Joplin
El municipio de Joplin (en inglés: Joplin Township) es un municipio ubicado en el condado de Jasper en el estado estadounidense de Misuri. En el año 2010 tenía una población de 50150 habitantes y una densidad poblacional de 387,77 personas por km².

## Geografía
El municipio de Joplin se encuentra ubicado en las coordenadas 37°6′32″N 94°27′48″O / 37.10889, -94.46333. Según la Oficina del Censo de los Estados Unidos, el municipio tiene una superficie total de 108.76 km², de la cual 108.69 km² corresponden a tierra firme y (0.06%) 0.07 km² es agua.

## Demografía
Según el censo de 2010, había 42173 personas residiendo en el municipio de Joplin. La densidad de población era de 387,77 hab./km². De los 42173 habitantes, el municipio de Joplin estaba compuesto por el 88.09% blancos, el 3.22% eran afroamericanos, el 1.64% eran amerindios, el 1.45% eran asiáticos, el 0.33% eran isleños del Pacífico, el 1.82% eran de otras razas y el 3.45% pertenecían a dos o más razas. Del total de la población el 4.53% eran hispanos o latinos de cualquier raza.